# Nephoneura mashunensis
Nephoneura mashunensis là một loài côn trùng trong họ Ascalaphidae thuộc bộ Neuroptera. Loài này được Péringuey miêu tả năm 1910.